# Klučov (Boêmia Central)
Klučov é uma comuna checa localizada na região da Boêmia Central, distrito de Kolín.